# El rey bebe
El rey bebe (en neerlandés, De koning drinkt) es un cuadro realizado al óleo sobre lienzo por el pintor flamenco Jacob Jordaens. Mide 156 cm de alto y 210 cm de ancho. Se exhibe actualmente en los Museos Reales de Bellas Artes de Bélgica de Bruselas (Bélgica).
Jordaens pintó varias versiones de este tema, incluyendo esta obra de alrededor del año 1640 en los Museos Reales de Bélgica. El 6 de enero se celebra la Epifanía en Flandes. En la noche de la vigilia de la Epifanía se celebraba una fiesta con toda la familia, incluidos los criados, juntos. Es una celebración de la comida, el vino y la alegría que se comparte con la familia. Una persona resulta ser el rey de la velada, aquel a quien le toque el haba metida dentro de una torta. Se le colocaba una corona de papel en la cabeza. En este caso Jordaens reflexivamente elige como tal a la persona de más edad en la habitación. Este «rey» reparte entre el resto de personas los cargos «cortesanos». Por encima de la figura del «rey» hay un cartucho que dice: «In een vry gelach / Ist goet gast syn», que quiere decir «Es bueno detenerse en una posada gratuita» o «Es bueno estar invitado  / si no hace falta pagar». Se cree que puede ser una alusión a los gorrones, porque el que hacía de rey era el que pagaba los costes de la fiesta.
La celebración acaba siendo un confuso remolino de personas entregadas al exceso por la bebida, en una imagen muy típica de la pintura barroca neerlandesa. Abajo, a la izquierda, un hombre escupe o vomita la bebida. En el centro, el rey brinda, animado por el coro de personas que cantan o brindan con él. Detrás de él, uno toca la gaita y, en la esquina superior izquierda, se ve a otro de los comensales fumando en pipa.